# 見えない灼熱
「見えない灼熱」（みえないこころ）は、宇都宮隆が1998年2月21日にリリースした7枚目のシングル。

## 解説
4枚目のアルバム『fragile』からの先行シングル第1作。前2作がオリジナルアルバム未収録の為、約2年振りのオリジナルアルバム先行シングルとなった。

## 収録曲
| 全作詞: 牧穂エミ、全編曲: 大槻啓之。 |                                  |           |          |      |
| #                                    | タイトル                         | 作詞      | 作曲     | 時間 |
| 1.                                   | 「見えない灼熱」                 | 牧穂エミ  | 大槻啓之 | 4:55 |
| 2.                                   | 「Peace of mind」                | 牧穂エミ  | 渡辺和紀 | 5:29 |
| 3.                                   | 「見えない灼熱 (Backing Track)」 | 牧穂エミ  | 大槻啓之 | 4:54 |
| 合計時間:                            | 合計時間:                        | 合計時間: | 15:18    |      |

## 収録アルバム
- fragile (#1、Samantha Mix)
- TAKASHI UTSUNOMIYA THE BEST FILES (#1,#2)
- TAKASHI UTSUNOMIYA ORIGINAL SINGLES 1992-2003 (#1,#2)